# Мирослав Беловић
Мирослав Беловић (Илиџи, 7. август 1927 — 30. март 2005) био је југословенски и српски режисер, писац, глумац и професор Факултета драмских уметности у Београду, од 1948—1956. као професор глуме, а од 1970. као професор позоришне режије. Режију је студирао на Драмском институту у Лењинграду (СССР).

## Биографија
Члан Југословенског драмског позоришта постао је 1948. године. Почео је као асистент Мате Милошевића и Бојана Ступице.
Међу његовим најзначајнијим режијама на сцени ЈДП били су: 
- „Хвалисави војник“ (Плаут),
- "Дантонова смрт“ (Георг Бихнер),
- "Савонарола и његови пријатељи“ (Јован Христић),
- „Омер и Мерима“ (Мирослав Беловић и Стеван Пешић),
- "Танго" (Славомил Мрожек),
- „Хваркиња“ (Марин Бенетовић),
- „Мистер Долар“ (Бранислав Нушић),
- „Дундо Мароје“ (Марин Држић)...

Последња Беловићева режија на сцени Југословенског драмског позоришта била је представа „Балада са Зејтинлика“ (1992)
Управник Југословенског драмског позоришта био је од 1963. до 1966. године.
Аутор је књиге „Редитељска дилема“ и низа есеја, студија и чланака о позоришту.
Добитник је „Седмојулске награде“, затим двеју Стеријиних награда за режију на Стеријином позорју и награде „Бранко Гавела“.
Био је ожењен Мајом Димитријевић, глумицом. У најзрелијем периоду свог уметничког живота, Мирослав Беловић је са својом супругом створио чудесни Театар необичних текстова обликованих у монодраме.
Мирослав Беловић је преминуо 30. марта 2005. године у Београду.